# Montigny-sur-Vence

Montigny-sur-Vence este o comună în departamentul Ardennes din nordul Franței. În 1 ianuarie 2022 avea o populație de 220 de locuitori.